# Al-Hirmil
Al-Hirmil, Hermel (arab. الهرمل) – miasto w Libanie; w Muhafazie Bekaa, siedziba dystryktu Kada Hirmil. Hirmil leży 143 km na północny wschód od Bejrutu, w pobliżu rzeki Orontes. Miasto zamieszkiwane jest w większości przez ludność szyicką. Ok. 6 km od Hirmilu znajduje się starożytna piramida.